# Emperador Wuzong de Tang

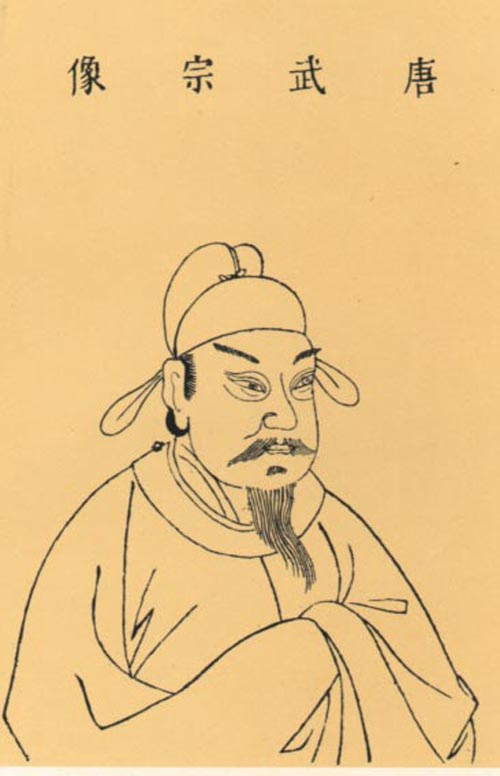
Emperador Wuzong

Emperador Wuzong de Tang (xinès tradicional: 唐武宗) (814 - 846) Va ser el tretzè emperador de la Dinastia Tang i va regnar durant vint-i-sis anys (840 - 846). Wuzong de religió taoista, es especialment conegut per la persecució contra el budisme.

## Biografia
L'emperador Wuzong va néixer el 2 de juliol de 814, amb el nom de Li Chan (李 瀍), que més més va canviar per Li Yan (李炎). Era el novè fill de Li Heng, (Emperador Muzong) i de la consort Wei, que més tard va rebre el títol d' Emperadriu Xuanyi. Va tenir cinc fills i set filles.
Va morir el 22 d'abril de 846 i el va succeir Li Chen com a emperador Xuanzong.

### Persecució del budisme
El budisme havia florit molt durant el període Tang, i les comunitats monàstiques budistes estaven lliure de totes les obligacions envers l’Estat. Van adquirir la seva riquesa dels qui feien vots monàstics, de regals de laics pietosos i de les concessions de terres per part de l’Estat. Les terres eren treballades per esclaus monàstics, famílies dependents, clergues laics que havien fet vots parcials però vivien amb les seves famílies i llogaters. Els monestirs també explotaven premses i fàbriques d’oli, i eren institucions de crèdit importants, que subministraven préstecs amb interessos i actuaven com a cases d’empenyorament. Proporcionaven allotjament als viatgers, operaven hospitals i infermeries i mantenien la gent gran.

#### Motius de la persecució
Un dels seus principals motius va ser de caràcter econòmic. Xina es trobava en una greu crisi financera, que Wuzong i els seus assessors esperaven solucionar prenent les terres i la riquesa dels monestirs budistes. La supressió va ser de gran abast: 40.000 santuaris i temples —tots menys uns pocs selectes— van ser tancats, 260.000 monjos i monges van ser retornats a la vida lliure i es van confiscar i vendre vastes superfícies de terres monàstiques. A més, grans famílies van establir temples privats per permetre a la família donar la seva propietat i declarar-la exempta d’impostos.
Els factors socials també van influir en la política de Wuzong. Una de les funcions socials més importants dels budistes era oferir educació primària. Els temples mantenien les seves pròpies escoles, formant una proporció relativament gran de la població masculina, que, tot i no estar educada segons els estàndards de l'elit confuciana ni del clergat, era alfabetitzada.
A nivell religiós cal considerar que Wuzong era un fervent taoista i veia el budisme com una religió estrangera que era perjudicial per a la societat xinesa.

#### Efectes sobre el budisme
Al final del procés que va durar uns dos anys i la normativa imperial només va deixar uns 49 monestirs i 800 monjos en tot el territori. En alguns aspectes, mentre bona part dels ensenyaments budistes tradicionals es van restablir després del regnat de algunes escoles de pensament tradicionals van ser eliminades.

#### Efectes sobre altres religions
Com a tal, la persecució es va dirigir no només cap al budisme, sinó també cap a altres religions estrangeres, com el zoroastrisme, el cristianisme nestorià i el maniqueisme. Per la seva part L'Islam que va ser portat a la Xina durant la dinastia Tang pels comerciants àrabs, que es preocupaven principalment del comerç sense interès per la difusió de l'Islam. Va ser a causa d’aquest perfil baix que l'edicte anti budista del 845 no deia absolutament res sobre l’islam.

### Conflicte amb els Uigurs
Un dels primers temes que va haver de tractar l'emperador Wuzong va ser el conflicte ambs els antis aliats dels Tang, els Uigurs. El 840, a causa de les lluites internes de poder, els Uigurs es van debilitar, de tal manera que quan van atacar el Khan Xiajiasi (kirgiz) (阿 熱), va morir el Huigu Khan Yaoluoge Hesa (藥 羅葛 闔 馺). La gent de la tribu Huigu es va escampar, fugint en diverses direccions. Un grup important, dirigit pel príncep Wamosi i els nobles Chixin (赤心), Pugu (僕 固) i Najiachuo (那 頡 啜), es va dirigir cap a la ciutat fronterera Tang de Tiande (天 德, a la ciutat moderna de Hohhot, a la Mongòlia l'interior). El líder d'un altre grup important, el noble Yaoluoge Wuxi, va reclamar el títol de Khan per a ell mateix (com a Wujie Khan); Wujie Khan va apoderar-se posteriorment de la tia de l'emperador Wuzong, la princesa Taihe, que s'havia casat amb un Khan anterior (Chongde Khan). Diversos grups de Uigurs van saquejar les regions frontereres de Tang. Per suggeriment de Li Deyu, l'emperador Wuzong va subministrar aliments a la resta de Uigurs.Posteriorment, les Forces de Wujie Khan i les Forces de Defensa Fronterera dels Tang van entrar en un combat obert,. El 843, el general Tang Liu Mian (劉 沔) va llançar un atac sorpresa contra Wujie Khan, dirigit pel seu oficial Shi Xiong. Shi va aixafar les forces de Wujie Khan i va rescatar la princesa Taihe. Wujie Khan va fugir i, posteriorment, la resta de grups uigurs ja no van suposar una amenaça important.